# 吴智深
吴智深（1961年6月—），河南工业大学校长，欧洲科学与艺术院院士、日本工程院院士、中华人民共和国教育部长江学者讲座教授，主要从事工程结构增强、检测监测与防灾控制等方面的研究工作。

## 社会兼职
- 中国土木工程学会理事
- 中国化纤工业协会玄武岩纤维分会名誉会长
- 中国仪器仪表学会设备结构健康监测与预警分会名誉理事长
- 中国复合材料学会土木应用分会理事长
- 中国硅酸盐学会玻纤分会会副会长
- 中国振动工程学会结构抗振控制专业委员会副理事长